# Linepithema keiteli
Linepithema keiteli är en myrart som först beskrevs av Auguste-Henri Forel 1907.  Linepithema keiteli ingår i släktet Linepithema och familjen myror.

## Underarter
Arten delas in i följande underarter:
- L. k. flavescens
- L. k. keiteli
- L. k. subfasciatum

## Bildgalleri

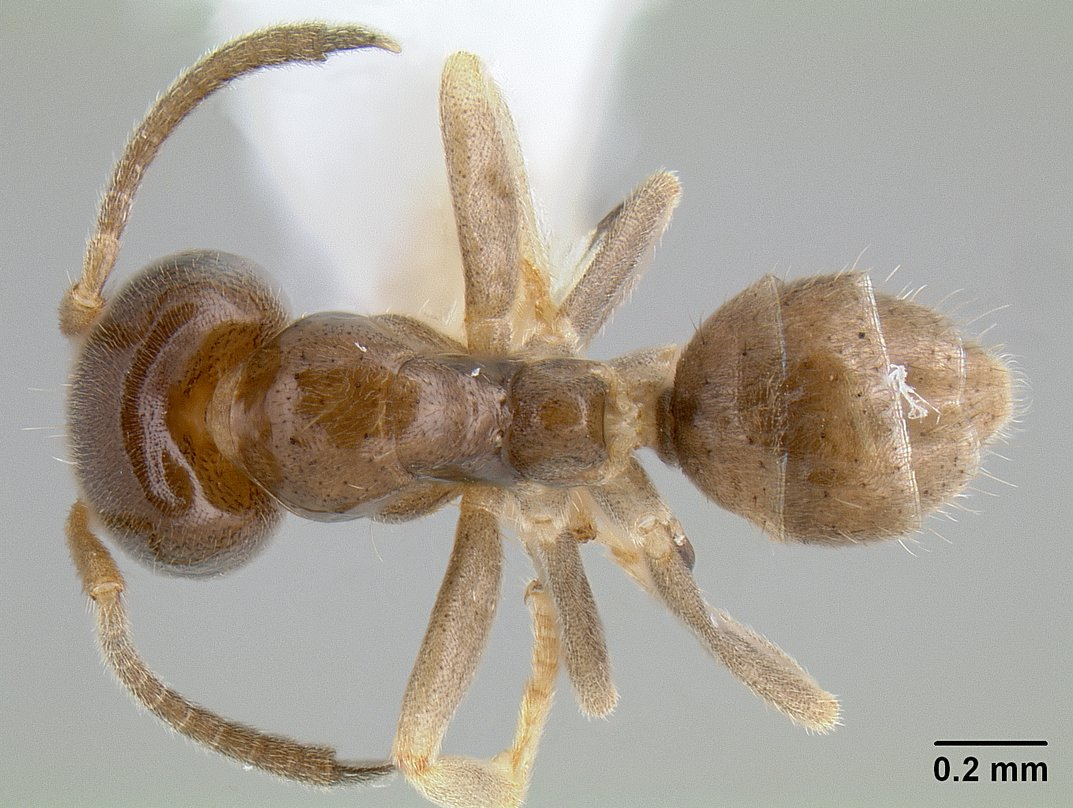
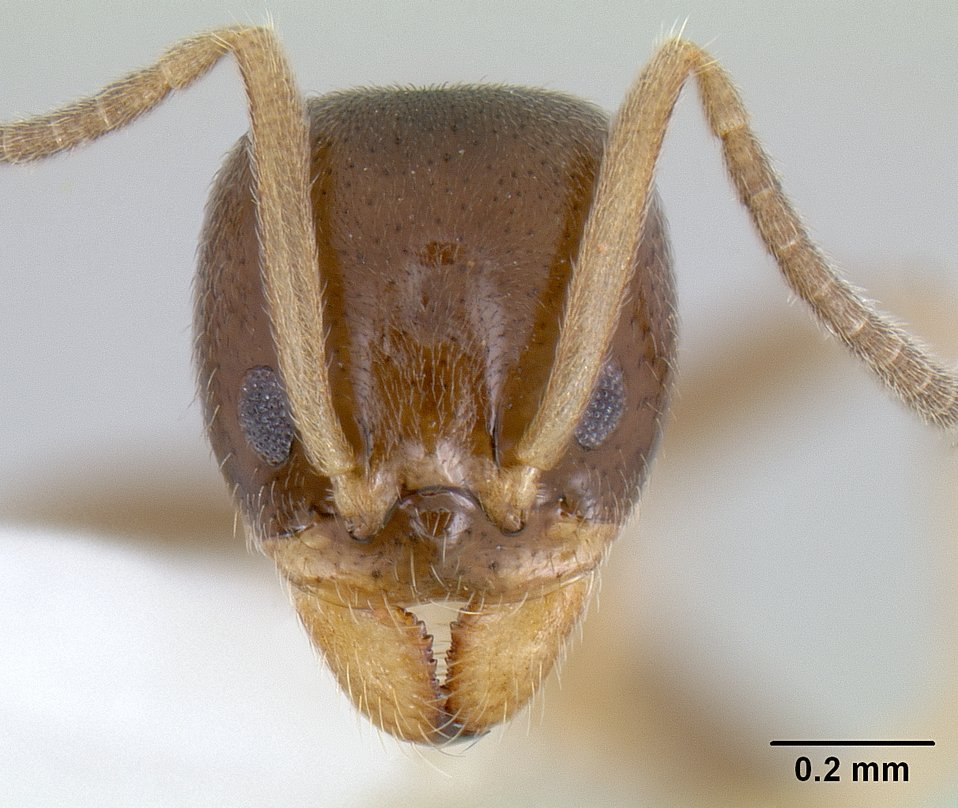
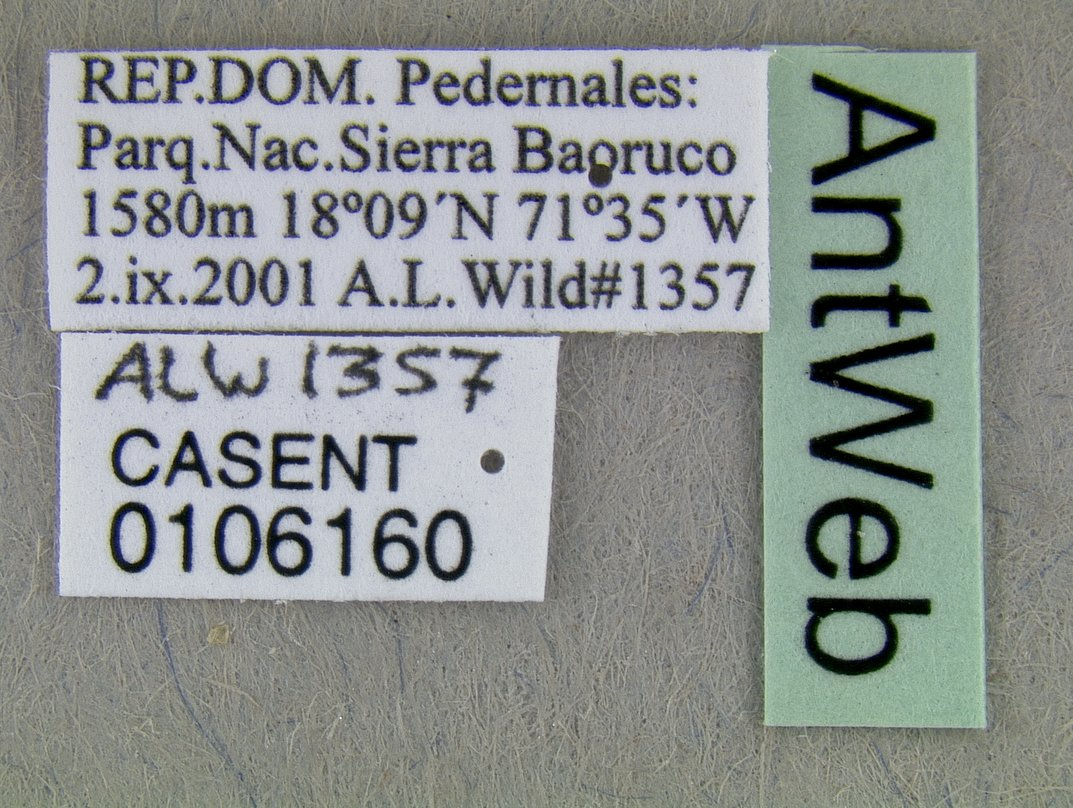
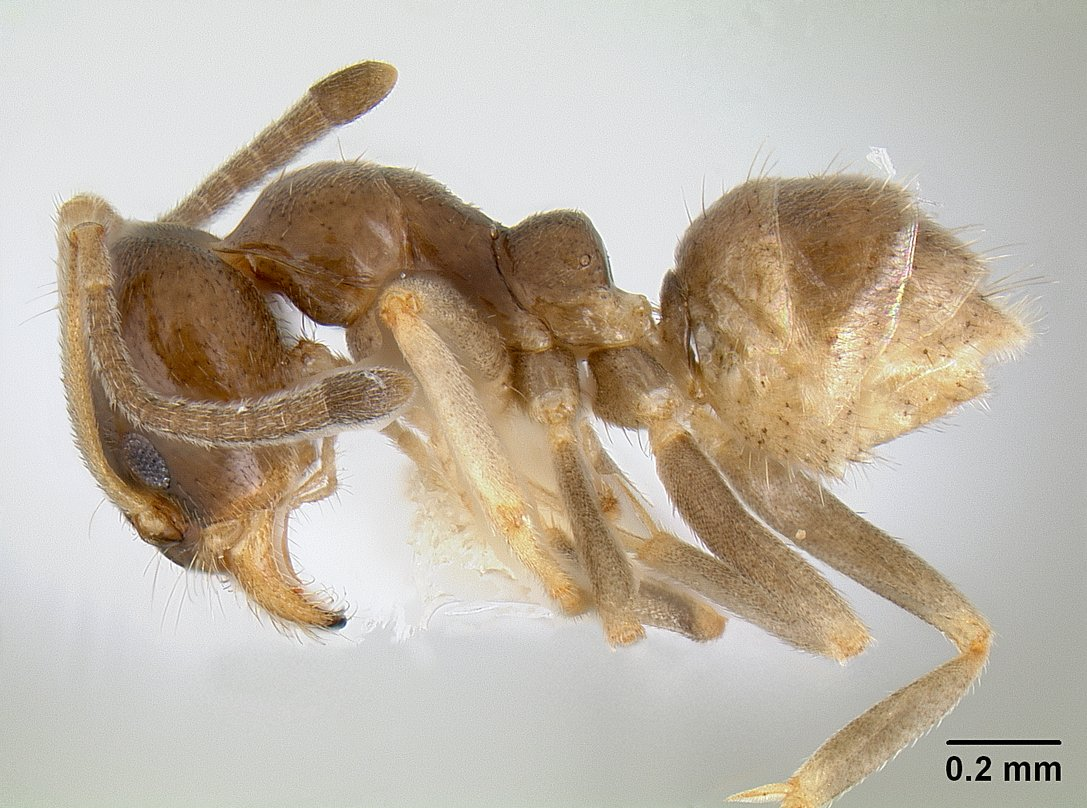
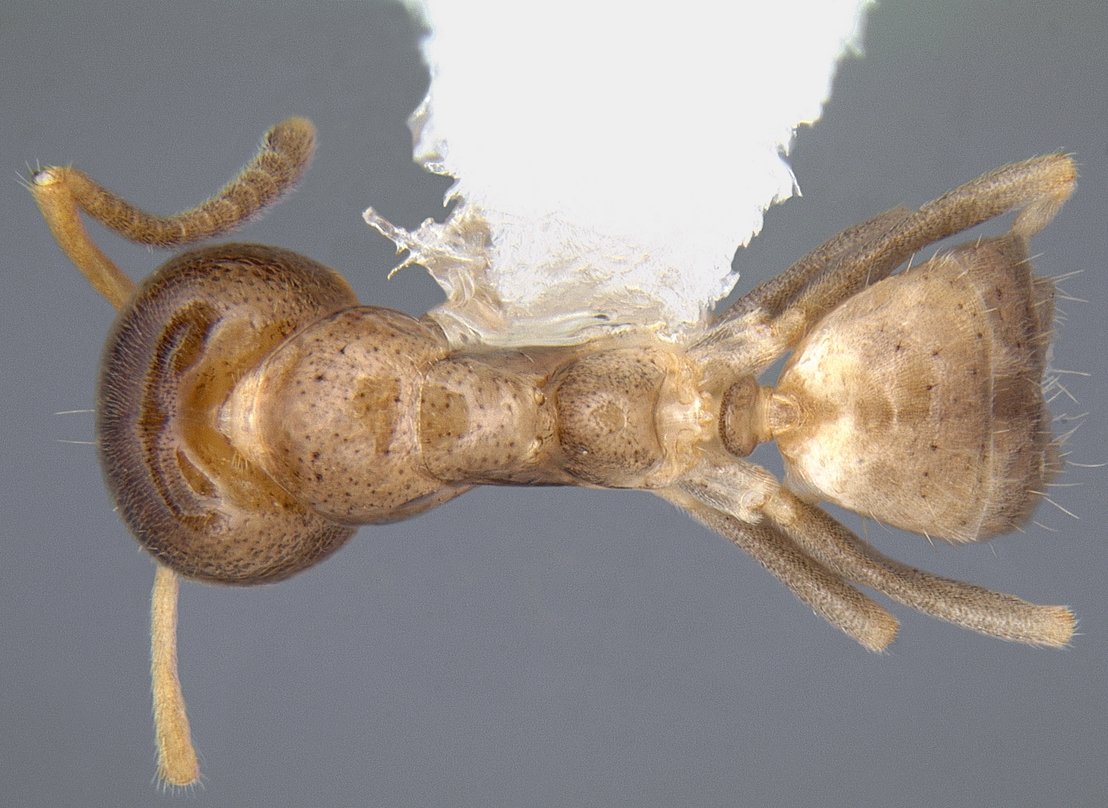
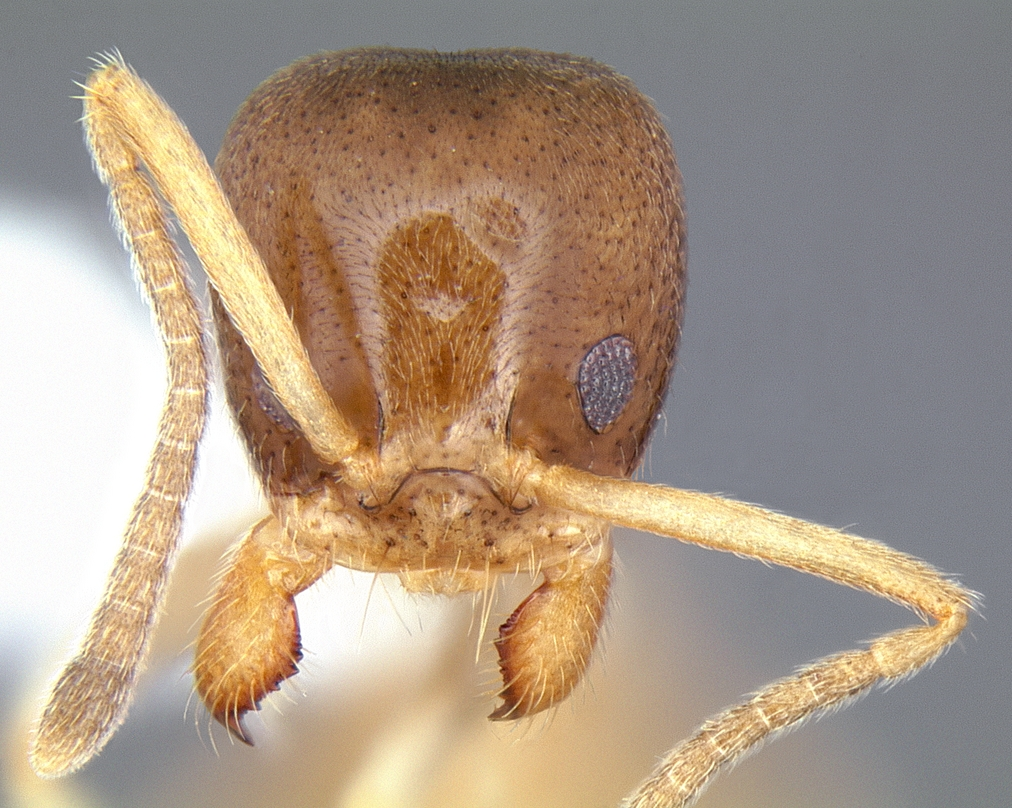